# Abild sogn (Sverige)
Abild sogn i Halland var en del af Årstad herred og har været en del af Falkenbergs kommun siden 1971. Abild distrikt dækker det samme område siden 2016. Sognets areal er 61,77 kvadratkilometer, heraf 56,78 land . Navnet blev første gang registreret som Apulde i 1431 og kommer fra vildæble  Befolkningen var størst i 1870 (946 indbyggere), men er siden faldet. I 1990 boede 150 mennesker i Abild.
Herregården Hjuleberg (tidligere brugt af Thott, Treschow m.fl.) ligger i Abild. I sognen finns et naturreservat, Sjøreds naturreservat